# Gustav Kunze
Gustav Kunze (Leipzig, 4 de octubre de 1793 -Leipzig, 30 de abril de 1851) fue un profesor, zoólogo, entomólogo, botánico, pteridólogo, micólogo y, algólogo alemán.
Kunze fue profesor de Zoología en la Universidad de Leipzig. También llegó a director del "Jardín Botánico de la Universidad de Leipzig".

## Honores
Miembro de
- 1851: Real Academia de las Ciencias de Suecia

### Epónimos
El género botánico Kunzea Rchb. 1828 se nombra en su honor.

## Obras
- 1818. Beiträge zur Monographie der Rohrkäfer. Neue Schrift. Naturf. Ges. Halle, 2 (4): 1-56
- 1818. Zeugophora (Jochträger) eine neue Käfergattung. Neue Schrift. Naturf. Ges. Halle, 2 (4):. 71-76
- 1822. Monographie der Ameisenkäfer (Scydmaenus Latr.) con Philipp Wilbrand Jacob Müller
- 1836. Plantarum acotyledonearum Africae australioris recensio nova. G. Halens
- 1840–1847. Die Farnkräuter in kolorirten Abbildungen naturgetreu erläutert und beschrieben. Schtuhr's Farnkräuter vol. 1 (caps. 1–10)
- 1848–1851. Die Farnkräuter in kolorirten Abbildungen naturgetreu erläutert und beschrieben. Schtuhr's Farnkräuter vol. 2 (caps. 11–14)

## Colecciones
Sus colecciones entomológicas y botánicas están en el Museo de Ciencias Naturales de Leipzig.
- La abreviatura «Kunze» se emplea para indicar a Gustav Kunze como autoridad en la descripción y clasificación científica de los vegetales.[2]